# 小田氏治
小田 氏治（おだ うじはる）は、戦国時代から安土桃山時代にかけての常陸の武将・戦国大名。

## 人物と家系
本姓は藤原氏(中臣鎌足、藤原道兼(道長の兄)を祖)とする他、家系は宇都宮氏の一門・八田知家を祖とする関東の名族小田氏で、関東八屋形の一つ。常陸の大名小田氏15代にして小田氏最後の当主。後に出家して天庵（てんあん）を号す。小田政治の子。小田友治、小田守治の父。室町幕府第12代将軍足利義晴の従弟に当たる。娘（年齢的に守治の妹）に結城秀康（徳川家康の子）の側室がいる。
常陸の佐竹義昭・義重父子や下総の結城政勝・晴朝父子、越後の上杉謙信と戦い、相模の北条氏康・氏政父子と手を結んで父祖代々の地の防衛に努めた。30年以上にもおよぶ本城・小田城争奪戦など度重なる合戦でしばしば勝利を収めるも、上杉氏や北条氏の援助が弱まり孤立すると佐竹氏の激しい攻撃に晒された。晩年は豊臣秀吉に所領を没収され大名小田氏は消滅したが、後に結城秀康に仕えた。
後世にも「戦に弱い戦国武将」の代表格として語り継がれているが、居城である小田城を９度奪われるも８度奪い返しているため「常陸の不死鳥」の異名を持つ。

## 生涯

### 家督相続まで
享禄4年（1531年）第14代当主・小田政治の子として誕生。元服の際、古河公方・足利晴氏の偏諱を受け、氏治と名乗る。
天文15年（1546年）、父・政治は行方郡の小高氏の要請を受け、大掾慶幹の支援する手賀氏を攻めた（唐ヶ崎の戦い）。この戦いで氏治は初陣を飾るも、結果的に小田勢は敗北し、行方郡への勢力拡大を断念することになった。

### 結城政勝との戦い
父・政治が天文17年（1548年）7月22日に56歳で死去し、小田氏の家督を相続した。政治の代で小田氏は河越夜戦で関東管領上杉・古河公方足利連合軍に味方して敗れ、北条・佐竹両氏の拡大により小田氏の勢いに陰りが見え始めていた。家督を継いだばかりの氏治にとって最大の敵は、下総の結城城主・結城政勝であった。同年、小田氏配下の真壁城主・真壁久幹が結城政勝の家臣・水谷治持により結城方へ寝返ったことで、小田氏の力が削がれる。8月、政勝は下妻城主・多賀谷政経を降伏させ再び配下とし、支配体制を強化した。さらに相模の北条氏康と親交を持って助力を得ることに成功し、同じく北条方についた府中城の大掾慶幹や陸奥の結城晴綱とも連携し氏治に圧力をかけた。
弘治元年（1555年）、小田氏治は常陸太田城主・佐竹義昭と共に出兵し、相模の北条氏康と通じた結城政勝を攻めた。翌・弘治2年（1556年）（弘治3年説有り）2月4月5日、結城政勝は北条氏康から援軍として武蔵の岩付城主・太田資正と江戸城主・遠山綱景を授けられ、小田領へ侵入した。氏治はこれを迎え撃つも海老ヶ島の戦いで敗れ、海老ヶ島城だけでなく居城・小田城も奪われ土浦城に入る。しかし常陸進出を目指す北条氏康は、常陸北部の佐竹義昭に対抗するため氏治と和解。8月24日、氏治は北条氏の助力を得られなくなった結城勢を追い払い、小田城へ戻っている。同時期、氏治は佐竹氏に属する江戸忠通の娘を娶り、両氏の協調関係を強めた。

### 勢力拡大
永禄3年（1560年）、越後の上杉謙信が北条氏康に敵対する関東諸将からの要請に応え、初めて北条討伐のため自ら関東へ出陣した。氏治を含む殆どの関東諸将は上杉謙信に従ったが、結城政勝亡き後の結城氏当主・結城晴朝は引き続き北条氏康と結んでいた。永禄4年（1561年）1月、氏治は佐竹義昭・小山秀綱（小山高朝の子で新当主）と共に7千の軍勢で結城城を攻撃した。結城氏の有力家臣・多賀谷政経が離反するなど結城晴朝は孤立、結城城は実城（本丸）を残すのみとなって降伏した。
永禄4年（1561年）、越後の上杉謙信が北条氏康を討伐するため関東諸将を率いて小田原城を攻撃した。氏治も小田原城攻撃に参陣したが、小田原城陥落には至らず謙信は越後へ帰国した。同年、氏治は海老ヶ島城奪回のため宍戸入道に攻撃させた。翌・永禄5年（1562年）6月、上杉謙信と敵対する北条氏康の誘いに乗り、上杉方から北条方へ離反した。その頃氏治は常陸中部に勢力を張る府中城主・大掾貞国と敵対しており、大掾貞国は縁戚である佐竹義昭の支援を受けていた。永禄6年（1563年）2月、再び関東出兵した上杉謙信に合流するため小山方面へ出陣した佐竹義昭の留守を突き、三村の戦いで大掾貞国を破る。さらに下野の那須資胤や結城晴朝とも相応援することを約し、佐竹義昭に対抗した。

### 上杉謙信との戦い
永禄7年（1564年）4月、佐竹義昭・宇都宮広綱・真壁氏幹が連署して氏治の背信を上杉謙信に訴えたため、氏治は上杉軍の攻撃に晒される。謙信は「八幡（必ず）出馬すべし」と返書するや直ちに陣触れして27日には小田領に侵攻。氏治は謙信が足を速めてこれ程早く攻め寄せるとは思いもよらず油断しており驚きも大きく、兵も急遽集めたため3千余のみであった。28日、氏治率いる小田軍は出て上杉軍を迎え撃つも、山王堂の戦いで大敗を喫し、小田城は落城。氏治は藤沢城へ逃れた。
翌・永禄8年（1565年）12月、佐竹義昭死後の混乱を突いて小田城を守る佐竹義廉を追い、本拠の奪還に成功。重臣・信太伊勢守から人質を取るなど領国支配の安定化を試みた。しかし翌・永禄9年（1566年）2月には上杉謙信の再度の出兵に遭い、同年には結城晴朝を通じて謙信に降伏を申し出、小田城の城壁を修復しないという条件で認められ小田城を回復した。このように何度追われても領内では人望があり、地元民の協力を得つつ、土浦城の菅谷勝貞・政貞（子）・範政（孫）の菅谷一門やその他家臣団に支えられながらその後何度も小田城を奪い返した。

### 佐竹義重との戦い
永禄9年（1566年）3月、上杉謙信の臼井城攻略の失敗を受け、氏治は程なくして再度北条方へ離反した。この動きに対し同年6月、義昭の後を継いだ佐竹義重は小田城の北に位置する片野城を太田資正・梶原政景に、柿岡城を真壁久幹に与えた。
永禄12年（1569年）正月、佐竹義重は大掾貞国、真壁久幹、太田資正らを動員し小田領に大規模な攻勢を仕掛けた。城主・平塚刑部大部の降伏により海老ケ島城は陥落し、佐竹勢は小田城の城下を焼き払った。同年5月、小田城に攻め寄せた佐竹義重（佐竹義昭の子）に対し、氏治は城を出て野戦を行い、佐竹勢に多大の損害を与えて撃退した。
同年11月二十一日前後、氏治は太田資正の片野城攻略を目指し、筑波山を超え北郡に侵攻した。しかし、資正や大掾貞国や真壁久幹らの援軍の反撃にあい、岡見治資などの死者を出し大敗する（手這坂の戦い）。なお、手這坂の戦いは『奥羽永慶軍記』『太田家譜』『胤信軍記』では永禄12年（1569年）となっているが、『常源譜略』『東源軍記』『新編常陸軍誌』『常陽四戦記』では天正元年（1573年、元亀4年）となっている。同時期の小田城攻略についての一次資料は大きく永禄7年（佐竹・上杉連合軍による攻略）と永禄12年（手這坂の戦い）に分かれているため、天正元年説は後世、永禄12年の出来事を混同した疑いがある。
この戦いの結果、氏治は小田城への退路を確保できず、土浦城への後退を余儀なくされ、小田城は太田資正に与えられた。元亀元年（1570年）2月、氏治は突如重臣・信太伊勢守を謀殺し、伊勢守の居城・木田余城に本拠を移した。これは永禄7年に伊勢守が佐竹方に転じたため、離反を懸念した氏治による粛正だとみられる。元亀2年（1571年）の秋、氏治は上杉謙信へ佐竹義重の攻撃を要請し、謙信はこれを了承し越山した。この背景には越相同盟により謙信が北条氏政と和睦し、佐竹義重らと決別したことがある。しかし同年12月に越相同盟は崩壊し、北条氏と上杉氏が交戦状態になったため実現せず、さらに義重が謙信との関係を迅速に修復させたため氏治は孤立を余儀なくされた。これを受け、氏治は元亀4年以降に再び北条方へ転じた。

### 滅亡の危機
元亀4年（1573年）8月、佐竹義重は再び攻勢を強め、木田余城を攻撃した。さらに同月に宍倉城、そして戸崎城が義重によって奪われ、城主の菅谷氏は降伏した。氏治は、防御の弱い藤沢城から土浦城に移って佐竹勢に備えた。この時、主命に従わなかった土浦城主・信田和泉守を誅殺している。9月、小田方の藤沢・土浦両城は佐竹勢の攻撃を受ける。藤沢城には太田資正・梶原景国父子が、土浦城には北条治高と真壁久幹が押し寄せた。両城の城兵は城から打って出てこれを破った。氏治はこの両度の勝利に悦び、小田城奪回を目指した。小田勢は君島川の戦いで佐竹勢を破り、小田城・北条城に迫ったが、佐竹の援軍が駆けつけたため小田城奪回はならなかった。11月、佐竹方は逆襲に転じ、太田資正・梶原景国・北条治高・真壁氏幹ら2千余の佐竹勢が押し寄せ、藤沢城は落城した。
小田城に続いて藤沢城も落城すると、佐竹勢の次の標的は土浦城となった。土浦城はその頃、北は馬も踏み込めぬ沼地で、西には大川（現桜川）があり、南は海（霞ヶ浦）という攻め難い要害であった『東源軍記』。天正元年（1573年、元亀4年）12月、佐竹勢は土浦城へ殺到し大手には額田・梶原が、搦め手には北条・真壁が攻撃した。しかし小田勢が奮戦したため、佐竹勢は攻めあぐんで遠巻きに城を囲んだ。明けて天正2年（1574年）1月、佐竹義重は車斯忠（車丹波守）を大将とする後詰を派遣した。氏治の嫡子・守治は大手門を開いて兵3百を従え敵陣に切り込むなど勇ましく戦った。しかし兵力差が大きいため劣勢を挽回するのは難しく、降参する小田兵が増えた。2月、氏治は夜ひそかに脱出し、土浦城はついに落城した。

### 北条氏政との連携と窮地脱出
土浦城が落城した際、多くの小田家武将が討ち死に又は佐竹氏に降伏し、その後佐竹義重に攻められた行方城も落城するなど、氏治は著しく劣勢となった。しかし必ずしも徹底的な打撃ではなく、氏治は再起する力を温存していた。小田氏治の庶長子・友治はその頃相模の北条氏政に仕えていたが、氏政に氏治を援助するようしきりに依頼していた。天正2年（1574年）11月、佐竹義重は簗田晴助が篭城する下総関宿城を救援するため出陣したが、北条氏政・氏照兄弟2万の軍勢や増水した利根川に阻まれ、引き退かざるを得なかった。このとき氏政は、友治の要請に応えて北条氏房に土浦城を攻めさせ、佐竹に降っていた城将・菅谷政貞はもとより義を守り、志を氏治に通じていたため戦わずして北条氏に降り、土浦城を奪回した。
天正5年（1577年）、北条氏政は軍を送って梶原政景の守る小田城を攻めたが、佐竹の後詰が後援したため退いている。氏治は北条氏の出兵による佐竹氏の混乱の中で再起を図り、千葉氏・相馬氏・江戸氏の援軍も得て手子生城を奪い返し、これに入城した。氏治は木田余城には飯塚美濃守、土浦城には菅谷政貞、海老ヶ島城には平塚弥四郎に守らせ、小田家軍師・天羽源鉄には策略をもって太田資正・梶原政景父子と白小谷、子張、手這山で戦わせた。氏治は再び失地を回復し、佐竹義重に対抗した。

### 佐竹義重の常陸統一を阻止
天正6年（1578年）7月、木田余城は梶原政景によって攻め落とされ、氏治は菅谷範政（菅谷政貞の6男）に奪回させた。しかし再び佐竹勢に取り返されている。天正8年（1580年）8月、北条氏政は弟の北条氏照・氏邦に3千騎で常陸へ攻め込ませ、氏治の家臣はこれを案内して佐竹氏に奪われていた谷田部城を落城させた。しかしその後多賀谷重経によって奪い返されている。小田氏はもはや北条氏の援助なしに佐竹氏に対抗できなくなっていたが、小田氏の家臣団は武勇に優れており、佐竹氏も小田氏を滅ぼすことができなかった。
天正8年（1580年）初頭から天正10年までの間に出家して法名｢天庵｣と称した。
天正11年（1583年）2月13日、佐竹軍の攻勢の前に、土浦城にいた氏治は孫・金寿丸を人質に差し出して降伏したとする資料がある（『筑波郷土史』『胤信軍記』）。しかし他の資料にはこの記述がなく、これを疑問視する論評もある。またこの頃出家し、「天庵」と号している（永禄7年（1564年）5月説有り）。天正13年（1585年）、氏治は藤沢城を佐竹方から奪回し、翌・天正14年（1586年）の春、結城氏から独立し佐竹方となった下妻城主・多賀谷重経に小張城を落とされ、足高城も攻められるが撃退している。天正16年（1588年）9月下旬には佐竹義重が3千余騎を従え攻め寄せ、1千騎を率いて出陣した氏治は手子生の戦いで敗れ、手子生城へ逃れた。11月、佐竹方の真壁氏幹に藤沢城を攻められている。

### 最後の戦いと所領没収
天正18年（1590年）1月29日、先祖伝来の故地・小田城奪回に執念を燃やす氏治は、兵を率いて小田城外の樋ノ口に陣した。これに対し佐竹方は城から梶原景国・資胤兄弟らが出て迎え撃った（樋ノ口の戦い）。小田方は優勢に戦いを進め小田城に迫り、城塁を乗り越えようとしたため佐竹勢は大混乱となり、この時氏治は勝機を見た。しかし急報を受けた梶原兄弟の父・太田資正は片野城から急ぎ駆けつけたため、戦いは激しさを増し小田勢の損害も大きくなった。それでも小田勢は優勢で敵の首級を多くあげ、佐竹勢は城内へ逃げ込んだものの、小田城奪回はならなかった。氏治はそのまま手子生城へ帰還している。
氏治は相模の北条氏政に救援を求めたが、豊臣秀吉の攻撃に晒された北条氏にその余裕はなかった。2月には徳川家康が小田原征伐の先鋒として進軍していた。さらに不幸なことに、この小田原征伐に際し、「小田原攻めの秀吉軍に参陣せず、豊臣方の佐竹氏に反旗を翻し、小田城奪還の兵を起こした」ことを理由に所領を全て没収され、大名としての小田氏はここに滅亡した。秀吉の直臣となることを願うが、叶わなかった。天正19年（1591年）8月10日、氏治は奥州巡察に向かった秀吉を追って会津へ行き、浅野長政を通じてその罪を謝した。秀吉はこれを許し、結城秀康（徳川家康の次男で豊臣秀吉の養子、後に結城晴朝の養子。氏治の娘は秀康の側室）の客分として300石を与えられた。

### 晩年
結城秀康の転封に従い、嫡男守治と共に越前浅羽に移った。同時期に庶長子友治も結城家に仕えている。慶長6年（1601年）閏11月13日に死去した。享年68、もしくは71。法名は南江道薫天菴大居士のちに巣月院殿南江道薫大居士。遺体は一旦越前国の永平寺に葬られたが、後に常陸国の新善光寺に改葬された。

### 法要
文政12年（1829年）11月13日に、高岡法雲寺において氏治の二百年忌が執り行われた（『小田事績』）。

## 評価
- 居城・小田城を幾度も敵に奪われ、大名小田氏最後の当主となったため、「戦国最弱の大名」「弱いほうの"おだ"」などと低く評価されることが多い。また「小田城を何度も落城させた名族大名」と揶揄されることもある。しかし永禄7年（1564年）の山王堂の戦いで上杉謙信に敗れて、小田城を失い多くの将兵が討ち死にするなど、その損失は多大であったにもかかわらず、1年ほどで小田城を奪回している。これは小田氏を守る譜代の家臣団の団結がいかに強固であったかを物語ると同時に、氏治の力量を示すものであった[34]。
- 氏治と宿敵関係にあった佐竹義昭は上杉謙信に宛てた書状の中で、「氏治は近年弓矢の道は衰えたものの、右大将家（源頼朝）以来、名望のある豪家であり、氏治もまた普通に優れた才覚があり、譜代の家人も覚えの者が多く、とにかく家名を保っている」と評価している（『関八州古戦録』）[29]。

## 戦歴
| 和暦                 | 西暦              | 日付            | 合戦名/合戦地     | 敵軍                    | 勝敗             | 合戦後                                                                      |
| -------------------- | ----------------- | --------------- | ----------------- | ----------------------- | ---------------- | --------------------------------------------------------------------------- |
| 弘治元年             | 1555年            |                 | 結城城            | 結城政勝軍              |                  | 翌年結城氏は逆襲                                                            |
| 弘治2年              | 1556年            | 2月（諸説あり） | 海老ヶ島の戦い    | 結城政勝・北条連合軍    | 敗北             | 小田城・海老ヶ城失陥。その後氏治は 北条氏康と和睦することで結城政勝に対抗。 |
| 弘治2年              | 1556年            | 8月             | 小田城            | 結城軍                  | 勝利             | 小田城奪回                                                                  |
| 弘治3年（永禄元年?） | 1557年（1558年?） | 3月             | 黒子の戦い        | 佐竹義昭軍              | 敗北             | 小田城失陥                                                                  |
|                      |                   |                 |                   |                         |                  |                                                                             |
| 永禄2年              | 1559年            | 4月             | 小田城            | 佐竹軍                  | 勝利             | 小田城奪回                                                                  |
| 永禄2年              | 1559年            | 9月             | 結城城            | 結城・小山軍            | 敗北             | 北条城失陥                                                                  |
| 永禄2年              | 1559年            |                 | 海老ヶ島城        | 佐竹・多賀谷軍          | 敗北             | 海老ヶ島城失陥、城主・平塚自省討死                                          |
| 永禄4年              | 1561年            | 1月             | 結城城            | 結城晴朝軍              | 勝利             | 多賀谷・真壁両家臣離反による結城氏の弱体化と 古河公方足利義氏の孤立。       |
| 永禄4年              | 1561年            | 3月             | 小田原城の戦い    | 北条氏康軍              |                  | 上杉謙信・小田氏治・佐竹義昭・小山秀綱らは撤退。                            |
| 永禄4年              | 1561年            |                 | 海老ヶ島城        | 結城軍                  |                  |                                                                             |
| 永禄6年              | 1563年            | 2月             | 三村の戦い        | 大掾貞国軍              | 勝利             | 小田氏の勢力拡大と佐竹氏との対立激化。 佐竹義昭は大掾氏を支配下に治める。   |
| 永禄7年              | 1564年            | 1月（4月?）     | 山王堂の戦い      | 上杉謙信軍              | 敗北             | 小田城失陥。 上杉氏と結ぶ佐竹氏に対し次第に劣勢になる。                     |
| 永禄8年              | 1565年            | 12月            | 小田城            | 佐竹義廉軍              | 勝利             | 小田城奪回                                                                  |
| 永禄9年              | 1566年            |                 | 小田城            | 上杉謙信軍              | 敗北             | 小田城失陥、謙信に降伏して小田城回復                                        |
| 永禄12年             | 1569年            | 5月             | 小田城            | 佐竹義重軍              | 勝利             | 佐竹軍に多大の損害                                                          |
| 永禄12年             | 1569年            | 11月            | （手這坂の戦い?） | 佐竹方・ 真壁氏幹軍     | 敗北             |                                                                             |
|                      |                   |                 |                   |                         |                  |                                                                             |
| 元亀元年             | 1570年            | 8月(10月?)      | 平塚原の戦い      | 結城晴朝・ 多賀谷重経軍 | 勝利             | 本隊の結城勢・先鋒の多賀谷勢も大敗して退却。                                |
| 元亀元年             | 1570年            |                 | 木田余城          | 多賀谷政経軍            | 敗北             | 木田余城失陥                                                                |
| 元亀4年              | 1573年            | 1月             | 小田城            | 佐竹方・太田資正軍      | 敗北             | 小田城失陥                                                                  |
| 元亀4年              | 1573年            | 1月（諸説あり） | 小田城            | 佐竹軍                  | 勝利             | 小田城奪回                                                                  |
| 元亀4年              | 1573年            | 2月             | 大島城            | 佐竹方・多賀谷重経軍    | 敗北             | 大島城失陥、城主・平塚周防守討死                                            |
| 元亀4年              | 1573年            | 2月             | 大島城            | 佐竹方・多賀谷軍        | 勝利             | 大島城奪回                                                                  |
| 元亀4年（永禄12年?） | 1573年（1569年?） | 3月（11月?）    | 手這坂の戦い      | 佐竹方・太田資正軍      | 敗北             | 小田城失陥。以降氏治は小田城を奪回できず、 小田氏の退勢が明白となる。       |
| 元亀4年              | 1573年            |                 | 砦台の戦い        | 佐竹方・梶原政景軍      | 勝利             | 藤沢城を防衛                                                                |
| 元亀4年              | 1573年            | 4月             | 田土部川の戦い    | 佐竹方・梶原政景軍      | 勝利             | 藤沢城を防衛                                                                |
|                      |                   |                 | 金村台の戦い      | 佐竹方・多賀谷政経軍    | 勝利             | 豊田城防衛                                                                  |
| 元亀4年              | 1573年            | 7月             | 宍倉城            | 佐竹軍                  | 敗北             | 宍倉城失陥                                                                  |
|                      |                   |                 |                   |                         |                  |                                                                             |
| 天正元年             | 1573年            | 8月             | 戸崎城            | 佐竹軍                  | 敗北             | 戸崎城失陥                                                                  |
| 天正元年             | 1573年            | 9月             | 土浦城            | 佐竹方・真壁氏幹軍      | 勝利             | 土浦城防衛                                                                  |
| 天正元年             | 1573年            | 9月             | 藤沢城            | 佐竹方・太田資正軍      | 勝利             | 藤沢城防衛                                                                  |
| 天正元年             | 1573年            |                 | 君島川の戦い      | 佐竹軍                  |                  | 小田城・北条城奪回ならず                                                    |
| 天正元年             | 1573年            | 11月            | 藤沢城            | 佐竹方・太田資正軍      | 敗北             | 藤沢城失陥                                                                  |
| 天正元年 ~天正2年    | 1573年 ~1574年    | 12月 ~2月       | 土浦城            | 佐竹方・額田義房軍      | 敗北             | 土浦城失陥、多くの家臣が討死・降伏                                          |
|                      |                   |                 | 行方城            | 佐竹義宣軍              | 敗北             | 行方城失陥                                                                  |
|                      |                   |                 | 土浦城            | 佐竹軍                  | 勝利             | 北条氏の助勢により土浦城奪回                                                |
| 天正5年（6年?）      | 1577年（1578年?） |                 | 手子生城          | 佐竹軍                  | 勝利             | 手子生城奪回                                                                |
| 天正6年              | 1578年            |                 | 木田余城          | 佐竹方・梶原政景軍      | 敗北             | 木田余城失陥                                                                |
|                      |                   |                 | 木田余城          | 佐竹軍                  | 勝利             | 木田余城奪回                                                                |
| 天正7年              | 1579年            |                 | 木田余城          | 佐竹軍                  | 敗北             | 木田余城失陥                                                                |
| 天正11年             | 1581年            |                 | 土浦城            | 佐竹軍                  | 敗北（諸説あり） | 氏治、義重に降伏か                                                          |
| 天正13年             | 1585年            |                 | 藤沢城            | 佐竹軍                  | 勝利             | 藤沢城奪回                                                                  |
| 天正14年             | 1586年            | 春              | 小張城            | 佐竹方・多賀谷重経軍    | 敗北             | 小張城失陥、城主只越入道全久討死                                            |
| 天正14年             | 1586年            | 春              | 足高城            | 佐竹方・多賀谷重経軍    | 勝利             | 足高城防衛                                                                  |
| 天正16年             | 1588年            | 9月             | 手子生の戦い      | 佐竹義重軍              | 敗北             | 江戸山城守・大藤小太郎討死。 氏治は辛うじて手子生城へ敗走。                 |
| 天正16年             | 1588年            | 11月            | 藤沢城            | 佐竹方・真壁氏幹軍      |                  |                                                                             |
| 天正18年             | 1590年            | 1月             | 樋ノ口の戦い      | 佐竹方・太田資正軍      |                  | 優勢に戦いを進めるも、小田城奪回ならず。                                    |

## 家臣

### 小田一門六家
- 宍戸城主：宍戸安芸守
- 小幡城主：小幡中務少輔
- 牛久城主：岡見治部少輔
- 柿岡城主：柿岡式部少輔
- 北条城主：北条出雲守治高
- 谷田部城主：谷田部刑部少輔

### 譜代家臣
小田四天王
- 菅谷政貞
- 手塚石見守
- 赤松凝淵斉
- 大和田信濃守政胤

小田六騎
- 江戸山城守
- 野中瀬入道
- 関刑部
- 友部主膳
- 平塚自省
- 沼尻又五郎

海老ヶ島七騎
- 星野後藤太
- 大木修理
- 比企駿河
- 堤豊後
- 遠藤対馬
- 稲葉肥前
- 赤木大学

大島四天王
- 鈴木因幡
- 横山丹後
- 柴播磨
- 仁平対馬

小田家軍師
- 天羽源鉄

### 外家大名
- 土浦城主：菅谷摂津守
- 宍倉城主：菅谷壱岐守
- 木田余城主：信田伊勢守
- 竜ヶ崎城主：土岐伊予守
- 豊田城主：豊田安芸守
- 行方四館改：行方刑部少輔
- 雫城主：雫左近大夫
- 手子生城主：赤松凝淵斉
- 坂戸城主：信田掃部介
- 水守城主：水守民部
- 片岡城主：矢代左近
- 山木城主：山木七郎

- 横曾根城主：羽生式部少輔
- 小張城主：只越尾張入道
- 足高城主：足高加賀守
- 鹿島村城主：林右京亮
- 大増城主：古尾谷壱岐守
- 沼崎城主：沼崎播磨守
- 高崎城主：高崎伊予守
- 苅間城主：野中瀬備後守
- 小見川城主：小三河越中守
- 若森城主：若埜安芸守
- 片野城主：八代将監
- 筒戸城主：相馬右近大夫

## 関連文献
- 小田天庵記
- 関八州古戦録